# Unione Calcio Livorno 1990-1991
Questa voce raccoglie le informazioni riguardanti l'Unione Calcio Livorno nelle competizioni ufficiali della stagione 1990-1991.

## Stagione
Nella stagione 1990-1991 il Livorno del presidente Carlo Mantovani si rinforza affidandosi al nuovo dirigente Roberto Tancredi, che rimane in carica come direttore sportivo per diverse stagioni, e al tecnico Renzo Melani. Disputa il girone A del campionato di Serie C2, e lo conclude al quarto posto con 38 punti, facendo leva sulla vena realizzativa del centrocampista Michele Pisasale, autore di 14 reti. In panchina il rientrante Renzo Melani è stato sostituito dalla vecchia gloria livornese Miguel Vitulano. Da questa stagione lo Stadio di Livorno è intitolato ad Armando Picchi, grande difensore del Livorno, dell'Inter e della Nazionale, scomparso nel 1971. Nella Coppa Italia il Livorno, prima del campionato, disputa il girone F, che promuove Carrarese e Viareggio ai sedicesimi, il Livorno ottiene una vittoria, un pareggio e tre sconfitte. Terminato il campionato, arriva la notizia che il Livorno, al pari di Cavese e Torres, viene esclusa dai campionati professionistici per non aver pagato la fideiussione necessaria per l'iscrizione al nuovo campionato 1991-1992. La società viene quindi rifondata con il nome di Associazione Sportiva Livorno Calcio, iscrivendosi al campionato di Eccellenza, con il nuovo presidente Carlo Caresana.

## Rosa
| N. |                   | Ruolo | Calciatore           |
| -- | ----------------- | ----- | -------------------- |
|    | Italia (bandiera) | P     | Roberto Aliboni      |
|    | Italia (bandiera) | D     | Claudio Bazeu        |
|    | Italia (bandiera) | D     | Valerio Barsotti     |
|    | Italia (bandiera) | D     | Mirco Brilli         |
|    | Italia (bandiera) | C     | Marco Cantini        |
|    | Italia (bandiera) | A     | Alessandro Caponi    |
|    | Italia (bandiera) | D     | Walter Casarotto     |
|    | Italia (bandiera) | D     | Renzo Castagnini     |
|    | Italia (bandiera) | C     | Andrea Chiarentini   |
|    | Italia (bandiera) | D     | Stefano Da Mommio    |
|    | Italia (bandiera) | C     | Massimiliano Faraoni |
|    | Italia (bandiera) | D     | Massimo Garfagnini   |

| N. |                   | Ruolo | Calciatore            |
| -- | ----------------- | ----- | --------------------- |
|    | Italia (bandiera) | D     | Massimiliano Garofoli |
|    | Italia (bandiera) | A     | Marco Limetti         |
|    | Italia (bandiera) | C     | Lamberto Magrini      |
|    | Italia (bandiera) | P     | Mauro Marchisio       |
|    | Italia (bandiera) | D     | Vincenzo Marino       |
|    | Italia (bandiera) | P     | Andrea Mazzantini     |
|    | Italia (bandiera) | D     | Enrico Montagnani     |
|    | Italia (bandiera) | C     | Fulvio Navone         |
|    | Italia (bandiera) | C     | Michele Pisasale      |
|    | Italia (bandiera) | D     | Alberto Rivolta       |
|    | Italia (bandiera) | A     | Gaetano Salvi         |
|    | Italia (bandiera) | C     | Franco Tintisona      |

## Risultati

### Campionato

#### Girone di andata
| Arbitro: | Bizzotto (Castelfranco Veneto) |

|                                  |           |                       |
| Recaldini 24’ (rig.) Picasso 65’ | Marcatori | 74’ Limetti 85’ Bazeu |

| Livorno 23 settembre 1990 2ª giornata | Livorno       | 0 – 0 | Viareggio | Stadio Armando Picchi\| Arbitro: \| Lana (Torino) \| |
| Arbitro:                              | Lana (Torino) |       |           |                                                      |

| Livorno 30 settembre 1990 3ª giornata | Livorno            | 0 – 0 | Alessandria | Stadio Armando Picchi\| Arbitro: \| Ercolino (Cassino) \| |
| Arbitro:                              | Ercolino (Cassino) |       |             |                                                           |

| Montevarchi 7 ottobre 1990 4ª giornata | Montevarchi               | 0 – 0 | Livorno | Stadio Gastone Brilli-Peri\| Arbitro: \| Misticoni (Ascoli Piceno) \| |
| Arbitro:                               | Misticoni (Ascoli Piceno) |       |         |                                                                       |

| Arbitro: | Branzoni (Pavia) |

|                     |           |             |
| Pisasale 10’ (rig.) | Marcatori | 47’ Malusci |

| Arbitro: | Racalbuto (Gallarate) |

|  |           |               |
|  | Marcatori | 49’ Tintisona |

| Olbia 4 novembre 1990 7ª giornata | Olbia             | 0 – 0 | Livorno | Stadio Limbara\| Arbitro: \| Capraro (Cassino) \| |
| Arbitro:                          | Capraro (Cassino) |       |         |                                                   |

| Arbitro: | Capovilla (Verona) |

|             |           |  |
| Limetti 62’ | Marcatori |  |

| Arbitro: | Siciliano (Brindisi) |

|  |           |                          |
|  | Marcatori | 43’ G. Salvi 80’ Limetti |

| Livorno 25 novembre 1991 10ª giornata | Livorno                   | 0 – 0 | Gubbio | Stadio Armando Picchi\| Arbitro: \| Zuccolini (Reggio Emilia) \| |
| Arbitro:                              | Zuccolini (Reggio Emilia) |       |        |                                                                  |

| Arbitro: | Bertocci (Genova) |

|                      |           |              |
| Bongiorni 69’ (rig.) | Marcatori | 12’ Pisasale |

| Arbitro: | Rausa (Cosenza) |

|                     |           |              |
| Pisasale 40’ (rig.) | Marcatori | 59’ Pittalis |

| Arbitro: | Russo (Pescara) |

|              |           |  |
| Marchini 79’ | Marcatori |  |

| Arbitro: | Treossi (Forlì) |

|                        |           |                        |
| Ferretti 29’ Rocca 61’ | Marcatori | 43’ Salvi 63’ Pisasale |

| Arbitro: | Pellegrino (Barcellona Pozzo di Gotto) |

|                          |           |  |
| Rivolta 38’ Pisasale 72’ | Marcatori |  |

| Massa 13 gennaio 1991 16ª giornata | Massese         | 0 – 0 | Livorno | Stadio degli Oliveti\| Arbitro: \| Pola (Rovereto) \| |
| Arbitro:                           | Pola (Rovereto) |       |         |                                                       |

| Arbitro: | Baldas (Trieste) |

|            |           |            |
| Navone 53’ | Marcatori | 7’ Uzzardi |

#### Girone di ritorno
| Arbitro: | Piretti (Ravenna) |

|                  |           |  |
| Pisasale 4’, 82’ | Marcatori |  |

| Arbitro: | Curotti (Piacenza) |

|                                  |           |  |
| Valori 41’ Carillo 60’ Tatti 71’ | Marcatori |  |

| Arbitro: | Borriello (Mantova) |

|                    |           |  |
| Accardi 44’ (rig.) | Marcatori |  |

| Arbitro: | Baglieri (Tivoli) |

|              |           |  |
| Pisasale 19’ | Marcatori |  |

| Poggibonsi 3 marzo 1991 22ª giornata | Poggibonsi         | 0 – 0 | Livorno | Stadio Stefano Lotti\| Arbitro: \| Tombolini (Ancona) \| |
| Arbitro:                             | Tombolini (Ancona) |       |         |                                                          |

| Arbitro: | Scotton (Bassano del Grappa) |

|                                       |           |  |
| Pisasale 47’ (rig.), 85’ G. Salvi 56’ | Marcatori |  |

| Arbitro: | Genovese (Avellino) |

|              |           |              |
| Pisasale 52’ | Marcatori | 73’ Leoncini |

| Pontedera 31 marzo 1991 25ª giornata | Pontedera        | 0 – 0 | Livorno | Stadio Comunale\| Arbitro: \| Paterna (Teramo) \| |
| Arbitro:                             | Paterna (Teramo) |       |         |                                                   |

| Arbitro: | Vasquez (Lecce) |

|              |           |                        |
| G. Salvi 47’ | Marcatori | 57’ (rig.) Dal Francia |

| Arbitro: | Ferro (Verona) |

|           |           |  |
| Ulivi 51’ | Marcatori |  |

| Arbitro: | Minotti (Frosinone) |

|                                                    |           |           |
| Pisasale 18’ (rig.), 36’ Tintisona 57’ Limetti 90’ | Marcatori | 51’ Rocca |

| Tempio Pausania 5 maggio 1991 29ª giornata | Tempio                  | 0 – 0 | Livorno | Stadio Nino Manconi\| Arbitro: \| Introvigne (Conegliano) \| |
| Arbitro:                                   | Introvigne (Conegliano) |       |         |                                                              |

| Arbitro: | Masulli (Cremona) |

|               |           |  |
| Tintisona 51’ | Marcatori |  |

| Arbitro: | Pala (Alghero) |

|                          |           |          |
| Faraoni 50’ G. Salvi 82’ | Marcatori | 1’ Costa |

| Arbitro: | De Prisco (Nocera Inferiore) |

|               |           |  |
| Matticari 71’ | Marcatori |  |

| Arbitro: | Franceschini (Bari) |

|            |           |             |
| Navone 59’ | Marcatori | 62’ Lorieri |

| Arbitro: | Rossi (Rovigo) |

|                                                     |           |              |
| Armanetti 71’ Pacioni 73’ (rig.) Orofino 76’ (rig.) | Marcatori | 42’ Pisasale |

### Coppa Italia

#### Girone F
| Cecina 19 agosto 1990 1ª giornata | Cecina             | 0 – 0 | Livorno | Stadio Comunale\| Arbitro: \| Ciambotti (Empoli) \| |
| Arbitro:                          | Ciambotti (Empoli) |       |         |                                                     |

| Arbitro: | Minotti (Frosinone) |

|              |           |             |
| G. Salvi 76’ | Marcatori | 89’ Adamoli |

| Arbitro: | Branzoni (Pavia) |

|                         |           |              |
| Casilli 23’ Mariano 54’ | Marcatori | 6’ Tintisona |

| Arbitro: | Braschi (Prato) |

|  |           |             |
|  | Marcatori | 8’ Pasquini |

| 2 settembre 5ª giornata |  | – Turno di riposo Livorno |  |  |

| Arbitro: | Gronda (Genova) |

|                       |           |  |
| Gargani 25’ Tatti 69’ | Marcatori |  |

| Arbitro: | Racalbuto (Gallarate) |

|                |           |  |
| Garfagnini 44’ | Marcatori |  |